# Schoolstraat (Emmen)
De Schoolstraat is een straat in Emmen in de provincie Drenthe. De Schoolstraat loopt vanaf het Marktplein tot het Kerkpad.
Het meest bijzondere aan de Schoolstraat is de aanwezigheid van de Grote kerk, ook bekend als Rijksmonument 14958. Deze kerk van de Protestantse wijkgemeente is gebouwd in 1856 en de toren rond de 13e eeuw.

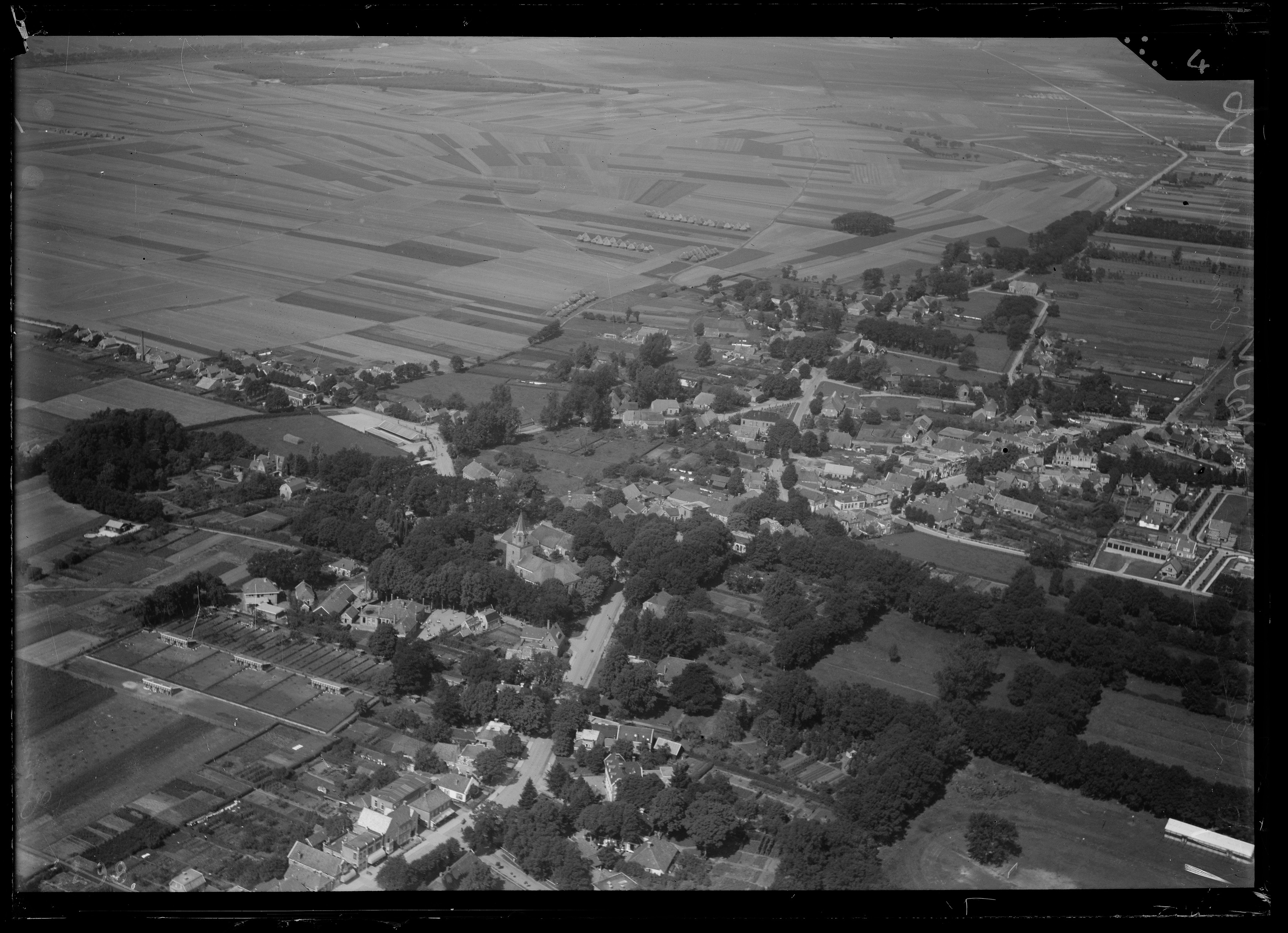
Luchtfoto van de Schoolstraat en omgeving (1920-1940), Nederlands Instituut voor Militaire Historie.